# Hypocoena basistriga
Hypocoena basistriga är en fjärilsart som beskrevs av Mcdunnough 1933. Hypocoena basistriga ingår i släktet Hypocoena och familjen nattflyn. Inga underarter finns listade i Catalogue of Life.